# Літературна премія Північної Ради
Літерату́рна пре́мія Півні́чної Ра́ди (дан. Nordisk Råds litteraturpris, фін. Pohjoismaiden neuvoston kirjallisuuspalkinto, фар. Bókmentavirðisløn Norðurlandaráðsins, ісл. Bókmenntaverðlaun Norðurlandaráðs, норв. Nordisk råds litteraturpris, швед. Nordiska rådets litteraturpris) — це літературна нагорода, яку щороку журі від Північної Ради присуджує за літературний твір, написаний однією з скандинавських мов або фінською мовою. Це може бути роман, повість, п'єса, збірка оповідань, новел, есеїв або віршів. Твір має відповідати високим літературним і мистецьким вимогам. Грошовий еквівалент премії, заснованої 1962 року, становить 350 000 данських крон (2008).

## Лауреати

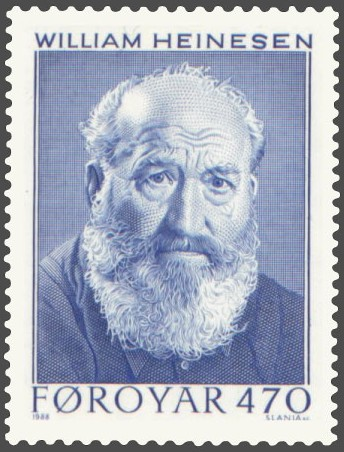
Вільям Гейнесен, 1965

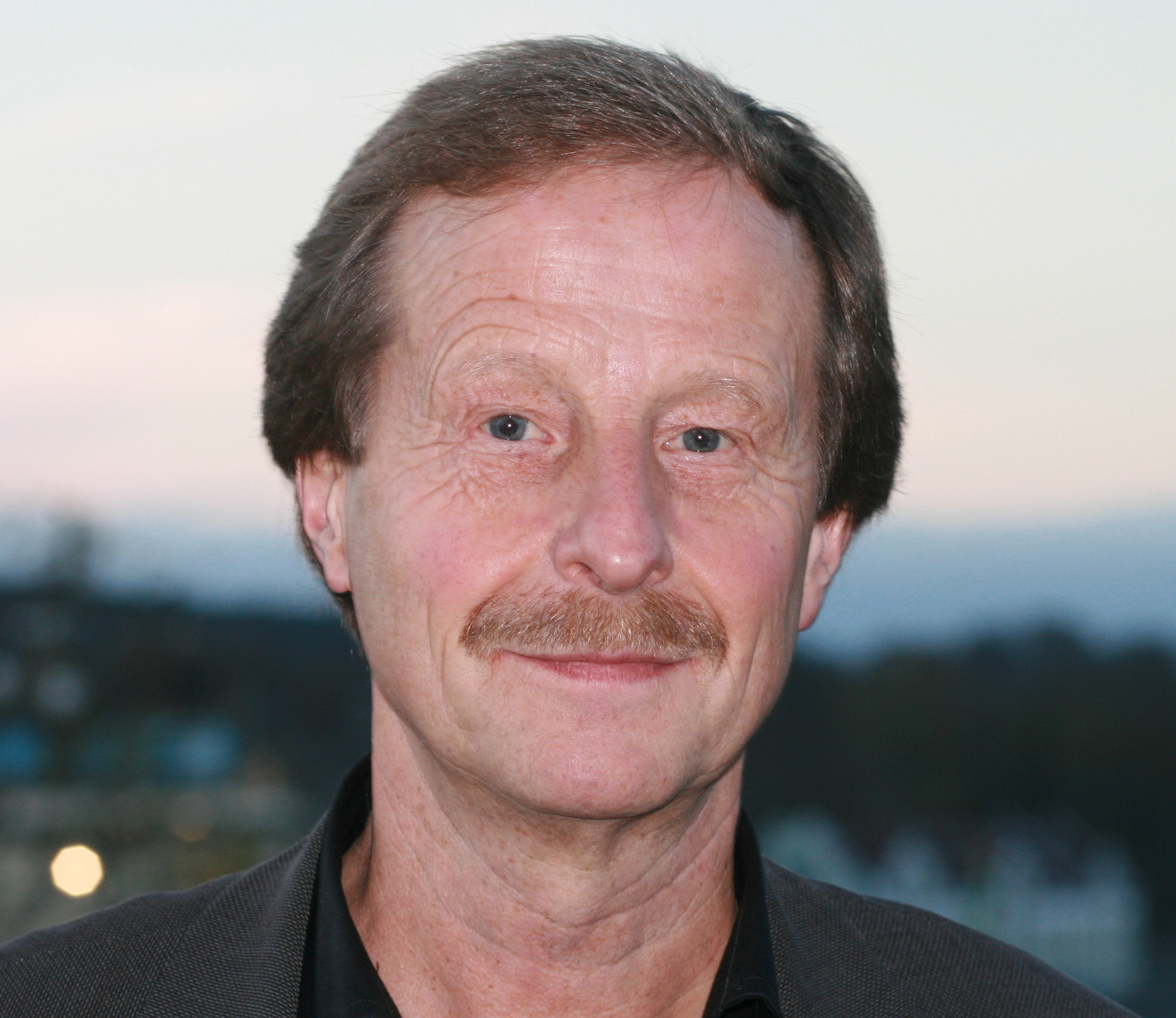
Х'яртан Флеґстад, 1978

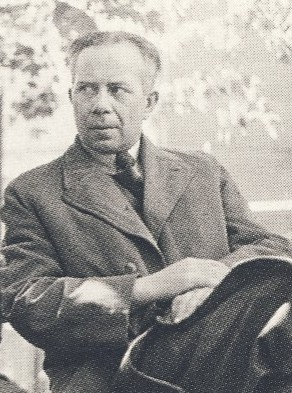
Івар Лу-Юганссон, 1979

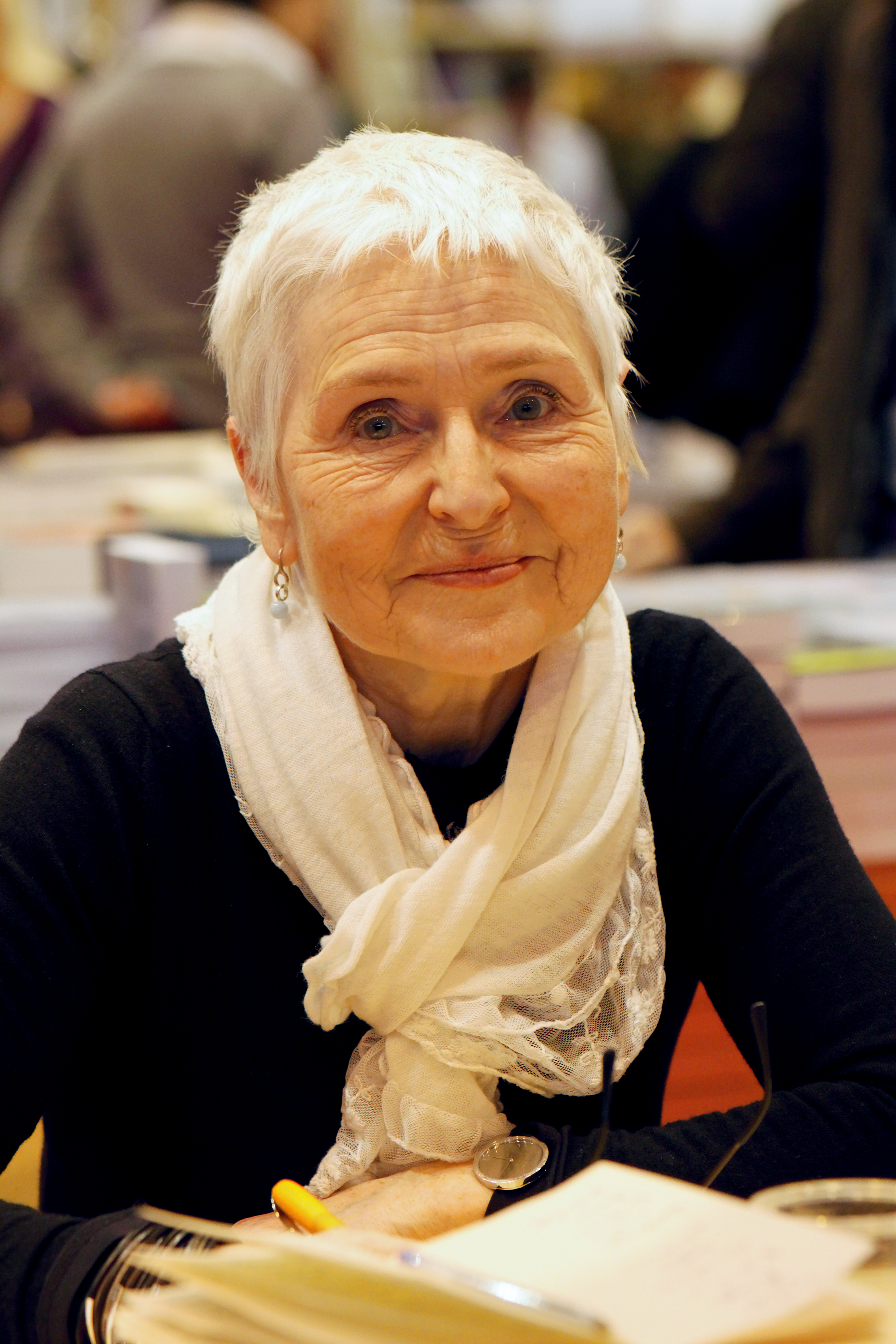
Гербйорг Вассму, 1987

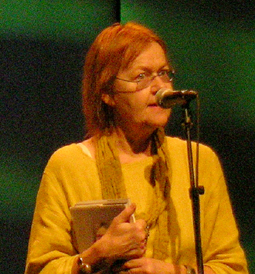
Туа Форсстрем, 1998

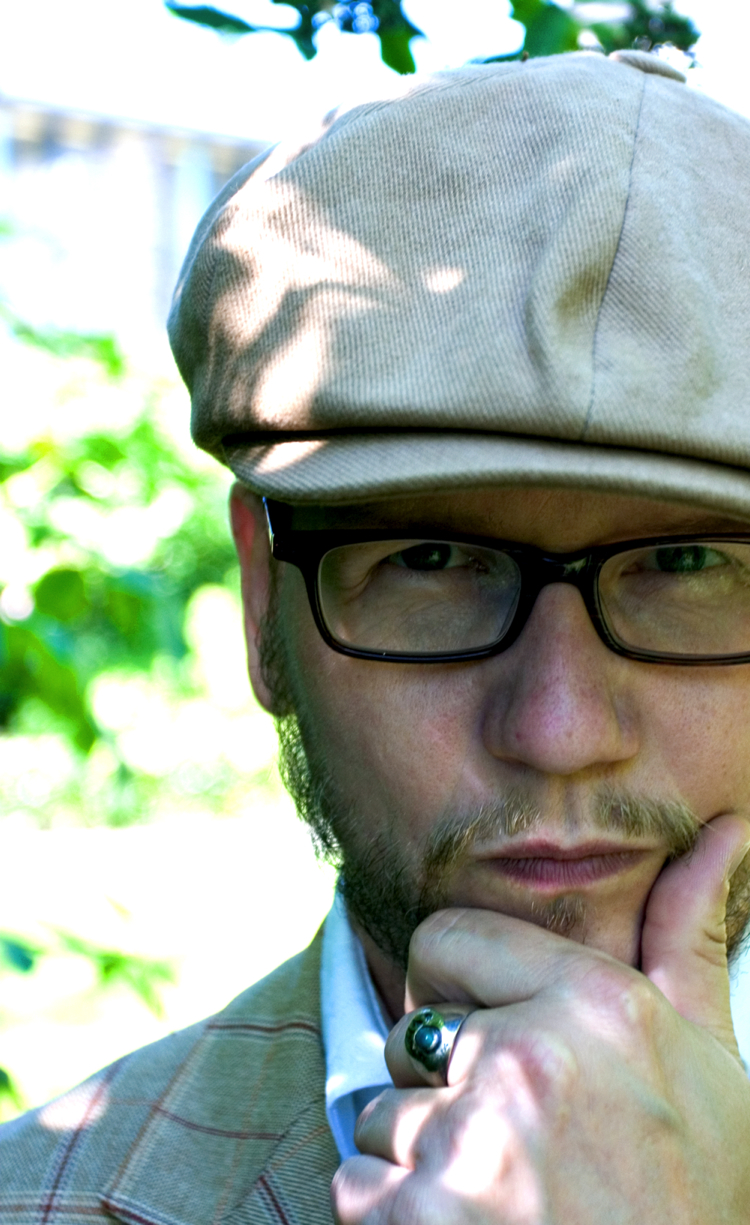
Сіґурйон Біргір Сіґурдссон (Шон), 2005

Ці твори нагороджено премією:
| Рік  | Письменник               | Українська назва                               | Назва в оригіналі                             | Жанр           | Країна     |
| ---- | ------------------------ | ---------------------------------------------- | --------------------------------------------- | -------------- | ---------- |
| 1962 | Ейвінд Юнсон             | «Дні його величності»                          | Hans nådes tid                                | Роман          | Швеція     |
| 1963 | Вяйне Лінна              | «Сини народу»                                  | Täällä Pohjantähden alla 3                    | Роман          | Фінляндія  |
| 1964 | Тар'єй Весоос            | «Сніговий замок»                               | Is-slottet                                    | Роман          | Норвегія   |
| 1965 | Улоф Лаґеркранц          | «З пекла до раю»                               | Från helvetet till paradiset                  | Наукова книжка | Швеція     |
| 1965 | Вільям Гейнесен          | «Добра надія»                                  | Det gode Håb                                  | Роман          | Фарери     |
| 1966 | Ґуннар Екелеф            | «Диван про князя з Емгіону»                    | Dīwān över Fursten av Emgión                  | Вірші          | Швеція     |
| 1967 | Юган Борґен              | «Нові новели»                                  | Nye Новели                                    | Новели         | Норвегія   |
| 1968 | Пер Улоф Сундман         | «Політ інженера Андре»                         | Ingenjör Andrées luftfärd                     | Роман          | Швеція     |
| 1969 | Пер Улоф Енквіст         | «Легіонери»                                    | Роман                                         | Швеція         |            |
| 1970 | Клаус Ріфб'єрґ           | «Анна, я, Анна»                                | Anna, jeg, Anna                               | Роман          | Данія      |
| 1971 | Торкіль Гансен           | «Острови рабів»                                | Slavernes øer                                 | Роман          | Данія      |
| 1972 | Карл Веннберг            | «Сім слів про тунельну дорогу»                 | Sju ord på tunnelbanan                        | Вірші          | Швеція     |
| 1973 | Вейо Мері                | «Хлопець сержанта»                             | Kersantin poika                               | Роман          | Фінляндія  |
| 1974 | Віллі Серенсен           | «Без мети і з нею»                             | Uden mål — og med                             | Есеї           | Данія      |
| 1975 | Ханну Салама             | «Далі у відлигу»                               | Siinä näkijä missä tekijä                     | Роман          | Фінляндія  |
| 1976 | Олафур Йоганн Сіґурдссон | «Біля поромів з листя і свердловин»            | Að laufferjum og Að brunnum                   | Роман          | Ісландія   |
| 1977 | Бу Карпелан              | «У темних, у світлих кімнатах»                 | I de mörka rummen, i de ljusa                 | Роман          | Фінляндія  |
| 1978 | Х'яртан Флеґстад         | «Портландська долина»                          | Dalen Portland                                | Роман          | Норвегія   |
| 1979 | Івар Лу-Юганссон         | «Зрілість»                                     | Pubertet                                      | Мемуари        | Швеція     |
| 1980 | Сара Лідман              | «Дитя гніву»                                   | Vredens barn                                  | Роман          | Швеція     |
| 1981 | Сноррі Яртарсон          | «Осіння пітьма наді мною»                      | Hauströkkrið yfir mér                         | Вірші          | Ісландія   |
| 1982 | Свен Дельбланк           | «Книга Самуїла»                                | Samuels bok                                   | Роман          | Швеція     |
| 1983 | Петер Себерґ             | «За чотирнадцять днів»                         | Om fjorten dage                               | Новели         | Данія      |
| 1984 | Єран Тунстрем            | «Різдвяна ораторія»                            | Juloratoriet                                  | Роман          | Швеція     |
| 1985 | Антті Туурі              | «Один день в Естерботтені»                     | Pohjanmaa                                     | Роман          | Фінляндія  |
| 1986 | Рой Патурссон            | «Немовби»                                      | Likasum                                       | Вірші          | Фарери     |
| 1987 | Гербйорг Вассму          | «Безголове небо»                               | Hudløs himmel                                 | Роман          | Норвегія   |
| 1988 | Тор Вільямссон           | «Сіра шапка горить»                            | Grámosinn glóir                               | Роман          | Ісландія   |
| 1989 | Даґ Сульстад             | «Роман-1987»                                   | Roman 1987                                    | Роман          | Норвегія   |
| 1990 | Томас Транстремер        | «Для живих і мертвих»                          | För levande och döda                          | Вірші          | Швеція     |
| 1991 | Нільс-Аслак Валькепяя    | «Сонце, мій батько»                            | Beaivi, áhčážan                               | Вірші          | Фінляндія  |
| 1992 | Фріда Сіґурдадоттір      | «Поки ніч терпить»                             | Meðan nóttin liður                            | Роман          | Ісландія   |
| 1993 | Пеер Гультберґ           | «Місто і світ»                                 | Byen og verden                                | Роман          | Данія      |
| 1994 | Керстін Екман            | «Події біля води»                              | Händelser vid vatten                          | Роман          | Швеція     |
| 1995 | Ейнар Мар Ґудмундссон    | «Ангели всесвіту»                              | Englar alheimsins                             | Роман          | Ісландія   |
| 1996 | Ейстейн Ленн             | «Що нам сьогодні робити і інші новели»         | Hva skal vi gjøre i dag og andre noveller     | Новели         | Норвегія   |
| 1997 | Дорріт Віллумсен         | «Вибух»                                        | Bang                                          | Роман          | Данія      |
| 1998 | Туа Форсстрем            | «Провівши ніч з кіньми»                        | Efter att ha tillbringat en natt bland hästar | Вірші          | Фінляндія  |
| 1999 | Пія Тафдруп              | «Брама королеви»                               | Dronningeporten                               | Вірші          | Данія      |
| 2000 | Генрік Нурдбрандт        | «Мости мрії»                                   | Drømmebroer                                   | Вірші          | Данія      |
| 2001 | Ян Х'єрстад              | «Відкривач»                                    | Oppdageren                                    | Роман          | Норвегія   |
| 2002 | Ларс Сабюе Крістенсен    | «Напівбрат»                                    | Halvbroren                                    | Роман          | Норвегія   |
| 2003 | Ева Стрем                | «Міста-ребра»                                  | Revbensstäderna                               | Вірші          | Швеція     |
| 2004 | Карі Хотакайнен          | «Траншеї»                                      | Juoksuhaudantie                               | Роман          | Фінляндія  |
| 2005 | Сйон                     | «Скуґґа-Бальдур»                               | Skugga-Baldur                                 | Роман          | Ісландія   |
| 2006 | Єран Сунневі             | «Океан»                                        | Oceanen                                       | Вірші          | Швеція     |
| 2007 | Сара Стрідсберг          | «Факультет мрій»                               | Drömfakulteten                                | Роман          | Швеція     |
| 2008 | Ная Марія Айдт           | «Павіан»                                       | Bavian                                        | Новели         | Данія      |
| 2009 | Пер Петтерсон            | «Проклинаю плин часу»                          | Jeg forbanner tidens elv                      | Роман          | Норвегія   |
| 2010 | Софі Оксанен             | «Чищення»                                      | Puhdistus                                     | Роман          | Фінляндія  |
| 2011 | Ґірдір Еліасон           | «Між дерев»                                    | Milli trjánna                                 | Новели         | Ісландія   |
| 2012 | Мерете Ліндстрем         | «Дні в історії тиші»                           | Dager i stillhetens historie                  | Роман          | Норвегія   |
| 2013 | Кім Лейне                | «Пророки у фіорді Вічності»                    | Profeterne i Evighedsfjorden                  | Роман          | Данія      |
| 2014 | Челль Весте              | «Міраж-38»                                     | Hägring 38                                    | Роман          | Фінляндія  |
| 2015 | Йон Фоссе                | Трилогія «Безсонні», «Олафові сни», «Присмерк» | Trilogien Andvake, Olavs draumar, Kveldsvævd  | Роман          | Норвегія   |
| 2016 | Катаріна Фростенсон      | Пісні та формули                               | Sånger og formler                             | Поезія         | Швеція     |
| 2017 | Кірстен Торуп            | Пам'ять кохання                                | Erindring om kærligheden                      | Роман          | Данія      |
| 2018 | Ейдур Ава Оулафсдоуттір  | Шрам                                           | Ör                                            | Роман          | Ісландія   |
| 2019 | Йонас Ейка               | Після Сонця                                    | Efter Solen                                   | Оповідання     | Данія      |
| 2020 | Моніка Фагергольм        | Хто вбив Бембі?                                | Vem dödade Bambi?                             | Роман          | Фінляндія  |
| 2021 | Нівіак Корнеліуссен      |                                                | Naasuliardarpi/Blomsterdalen                  | Роман          | Ґренландія |
| 2022 | Сольвей Балле            |                                                | Udregning af rumfang I, II och III            | Роман          | Данія      |
| 2023 | Джоанна Рубін Дрангер    |                                                | Ihågkom oss till liv                          | Роман          | Швеція     |